# Partijcongres
Een partijcongres is het hoogste orgaan van een politieke partij. Het partijcongres houdt zich doorgaans bezig met het vaststellen van kandidatenlijsten, het verkiezingsprogramma, de statuten en het huishoudelijk reglement van de partij, het benoemen van het partijbestuur en het goedkeuren van de partijfinanciën. Ook kan het partijbestuur en de fractie verantwoording afleggen aan het partijcongres. Ook heeft het partijcongres vaak een formele rol bij het beslissen of een partij deelneemt aan een kabinet of regering.
Het partijcongres vertegenwoordigt alle leden van een politieke partij. Het congres kan openstaan voor alle leden of het congres kan worden samengesteld uit vertegenwoordigers van afdelingen. Een partij is meestal een vereniging. De rol van het partijcongres wordt tussen partijcongressen waargenomen door de partijraad.